# Kevin Starr

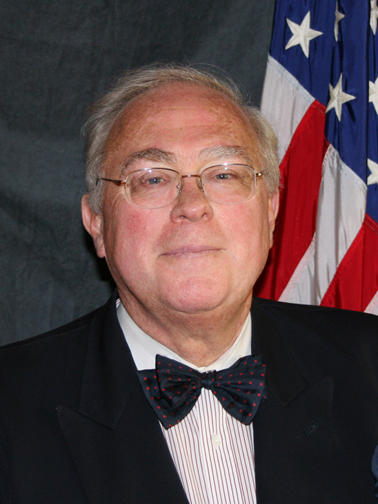
Kevin Starr (2008)

Kevin Starr (* 3. September 1940 in San Francisco; † 14. Januar 2017 ebenda) war ein US-amerikanischer Historiker und Bibliothekar mit Forschungsgebiet kalifornische Geschichte. Starr studierte an der Harvard University. Er forschte an der University of Southern California. Für seine Dienste bekam er das Guggenheim-Stipendium sowie die National Humanities Medal.
Starr starb 76-jährig an einem Herzinfarkt.

## Veröffentlichungen (Auswahl)
- Los Angeles. Köln 2009. ISBN 978-3-8365-0291-7.
- San Francisco . Stuttgart/Berlin/Köln 1991. ISBN 978-3-17-011605-4.